# Frank Van Deren Coke
Frank Van Deren Coke (* 4. Juli 1921 in Lexington, Kentucky; † 11. Juli 2004 in Albuquerque, New Mexico) war ein US-amerikanischer Fotograf, Wissenschaftler und Museumsdirektor.
Er war der Gründungsdirektor des University of New Mexico Art Museum. 1970 – in Beaumont Newhalls’ letztem Amtsjahr – wurde er stellvertretender Direktor und 1971 Direktor des George Eastman House. Von 1979 bis 1987 war er Direktor der Fotoabteilung des San Francisco Museum of Modern Art.